# 孟金龍 (公司主席)
孟金龍，英文姓名Jinlong Meng1984年出生，現為皇冠環球集團(00727.HK)董事局主席兼行政總裁，持有中國京橋大學工商管理學士學位。
他於2012年加入皇冠集團，於加入皇冠集團前從事中國房地產發展工作。並於2015年3月31日出任董事局主席兼行政總裁。